# Xtreme Sound
Xtreme Sound ist ein deutsches Duo aus Köln, das Partyschlager komponiert und produziert. Die Produktionsfirma hat ein Tonstudio und ist darüber hinaus als Musikverlag und Label aktiv.

## Geschichte
Gegründet wurde die Produktionsfirma 1999 von Hartmut Weßling (auch: Wessling) und Michael „Mike“ Rötgens. Weßling war unter dem Künstlernamen Decomposed Subsonic sowie mit Stefan Schrom als Wessling & Schrom im Bereich Minimal Techno aktiv. Rötgens, der als Sozialarbeiter tätig war, spielte in den 1990er Jahren in den Kölner Bands Die Helfende Hand und Die Fabulösen Thekenschlampen. 1998 baute er das Musikstudio Xtreme Sound in Köln auf. Von EMI Electrola erhielt er den Auftrag, ein weibliches Gegenstück zu Mickie Krause zu entwickeln. Für Thekenschlampen-Sängerin Mirja Boes schrieben Rötgens und Weßling den Song (Das sind nicht) 20 Zentimeter, mit dem Boes unter dem Künstlernamen Möhre im Jahr 2000 ihren ersten Hit hatte. Weßling und Rötgens übernehmen neben Text, Komposition, Aufnahme und Produktion auch das Spielen akustischer Instrumente wie Akkordeon und Tuba.

## Produktionen
Xtreme Sound betreuen zahlreiche der bekanntesten Partyschlager-Interpreten und haben viele Charthits produziert und geschrieben. Zu den Künstlern, die sie unter Vertrag haben, gehören Almklausi (Lo lo los geht's!), Buddy, Gurkentruppe (Wer hat am letzten Spieltag nichts zu feiern), Jürgen (Immer wenn ich traurig bin), Libero 5 (Deutschland ist der geilste Club der Welt), Alemuel (Kleiner Hai), Markus Becker (Hörst du die Regenwürmer husten?), Peter Wackel (Ladioo), Tim Toupet (Du hast die Haare schön) und Willi Herren (Wer bist denn du?). Vier Jahre nach der Erstveröffentlichung wurde ihre Produktion Scheiß drauf! Mallorca ist nur einmal im Jahr (Peter Wackel) mit einer Goldenen Schallplatte in Deutschland ausgezeichnet. Damit zählt das Stück zu einem der meistverkauften Schlager in Deutschland seit 1975. Rötgens hat auch selbst Gastauftritte am Ballermann, etwa im Bierkönig mit Peter Wackel.

## Auszeichnungen
- 2016: Ballermann-Award